# Nit de Reis (obra de teatre)
Nit de Reis, o el que vulguis (títol original en anglès Twelfth Night, or What You Will) és una comèdia del dramaturg William Shakespeare. L'obra se centra en els bessons Viola i Sebastià, que naufraguen a l'Adriàtic i se separen pensant que el seu germà ha mort. Viola, disfressada d'home i prenent el nom de Cesari, s'enamora del duc Orsino. El duc pretén seduir la comtessa Olívia, i aquesta s'enamora de Viola pensant que és un home.
Va ser escrita vers el 1601 o 1602 per ser representada la nit d'Epifania. A l'Anglaterra de Shakespeare, a la nit de reis era costum de disfressar-se i canviar de rol: els nobles vestien com a servents, els homes de dones, etc. Aquests elements són molt presents a l'obra, principalment en el canvi de gènere de Viola.

## Dramatis Personae
- Viola, germana bessona d'en Sebastià, disfressada d'home amb el nom de Cesari (Cesario).
- Sebastià (Sebastian), germà bessó de la Viola.
- Orsino, duc d'Il·líria.
- Olívia, una comtessa.
- Malvolí (Malvolio), majordom al servei d'Olivia.
- Maria, serventa d'Olivia
- Sir Tobias Belch, oncle de l'Olívia.
- Sir Andrew Aguecheek, pretendent d'Olívia
- Festa (Feste), joglar d'Olívia
- Fabià (Fabian), servent d'Olívia
- Antoni (Antonio), capità d'un vaixell pirata
- Servents, cavallers, patges,...

## Ambientació
Il·líria, el lloc on transcorre La nit de reis, és especialment important per a l'atmosfera romàntica de l'obra. És una antiga regió de la costa est de la mar Adriàtica, actualment a Croàcia, Montenegro i Albània. Aquesta Il·líria és mencionada en una de les obres font de La nit de reis, l'obra de Plaute titulada  Menaechmi, com el lloc on, com a La nit de reis, un bessó va arribar per buscar el seu germà. El mateix Shakespeare l'havia esmentada anteriorment en Enric VI, a la segona part, fent recordar la seva reputació de zona de pirates -un problema que comparteix amb la Il·líria de La nit de reis. No es pot descartar el joc de paraules, tampoc, Il·líria com a il·lusió, una mena de terra de fantasia, boirosa, imaginària. És també possible, però, que Shakespeare pensés en la vertadera Il·líria. La regió, des de les guerres il·líries del segle iii era coneguda per la pirateria, fet que es fa saber al primer acte, quan el capità diu a Viola que són a Il·líria, i ella li respon que què farà ella en aquest lloc, ja que no era segur per a les dones solteres trobar-se soles en llocs desconeguts. A l'època de Shakespeare, encara era una zona de ciutats estat dominada pels venecians. L'Orsino seria, doncs, el príncep d'una regió no gaire important. També l'etimologia de molts noms llatins, com el d'Olívia, Cesàrio i Malvoli, fan referència a l'antiguitat llatina d'aquesta regió.
Il·líria és un lloc irreal on la generació gran no intervé en les vides amoroses dels personatges principals, a diferència de gran part de les obres de Shakespeare. Cap dels personatges no té un comportament que li impedeixi enamorar-se de qualsevol que desitgi estimar, i -tot i els pirates i que es descrigui Il·líria com aspra i poc hospitalària per a l'Antoni i en Sebastià a l'acte III- tothom sembla tenir una gran quantitat de temps lliure per a dedicar-se a l'amor. Tota l'obra transcorre al mateix lloc, i en molt poques ocasions es menciona el món exterior.

## Argument
L'obra tracta d'en Sebastià i la Viola, dos germans bessons. Com en tantes altres comèdies de Shakespeare, aquesta comèdia se centra en una identitat equivocada. Un naufragi davant la costa d'Il·líria fa separar els dos germans. Ella aconsegueix arribar esgotada a la platja amb l'ajuda d'en Festa -un bufó de la cort del duc Orsino. Viola creu que en Sebastià és mort. Disfressada d'home i fent-se passar per un jove patge sota el nom de Cesario, comença a treballar en la cort del duc. L'Orsino està poèticament, apassionadament i desesperada enamorat de l'afligida Olívia, una dama que ha perdut fa poc el seu germà. Els encants de l'Olívia són la causa de les penes del duc, però ella el rebutja contínuament. L'Orsino fa servir en Cesàrio com a confident i com a missatger, però en Cesàrio -en realitat Viola- comença a enamorar-se de l'Orsino mentre que l'Olívia s'enamora del missatger, d'en Cesàrio.

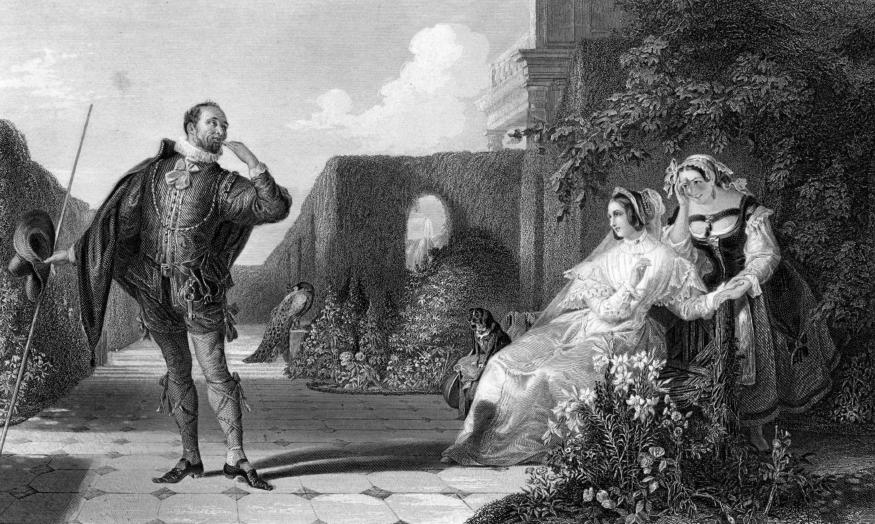
Malvolí, amb mitges i lligacames, intenta seduir la comtessa Olívia.

Paral·lelament es desenvolupa una trama còmica en que diversos personatges de la casa d'Olívia conspiren per ridiculitzar Malvolí, el seu majordom. Farts dels seus aires presumptuosos, falsifiquen una carta per fer-li creure que Olivia està enamorada d'ell, i li fan creure que la comtessa li demana que es vesteixi amb mitges grogues i lligacames. Olivia acaba pensant que el majordom s'ha tornat boig, i el fa tancar en una cel·la.
L'Antoni, capità de vaixell i antic enemic de l'Orsino, ha rescatat del naufragi en Sebastià. Tots dos arriben a Il·líria. Quan en Sebastià entra en escena, domina la confusió. Bo i creient que és la Viola, l'Orsino li demana que s'hi casi, i un sacerdot celebra el casament en secret. Quan es fa saber, l'Orsino amenaça de matar el suposat servidor deslleial. Tanmateix, la Viola ho impedeix. Quan els dos bessons apareixen en presència de l'Olívia i del duc, es queden meravellats i sorpresos per la semblança recíproca dels dos germans, i és el moment en què la Viola revela que és en realitat una dona i que en Sebastià és el seu germà bessó que s'havia perdut al naufragi. També es resolen els malentesos i encreuaments de parelles. L'obra acaba amb una demanda de matrimoni entre el duc i Viola, en Tobi i la Maria, i l'Olívia i en Sebastià, tot i que els casaments ja no es veuen a l'obra.

## Traduccions catalanes
- 1907. La Festa dels Reis o lo que vulgueu. Traducció de Carles Capdevila.
- 1935. Nit de Reis. Traducció de Carme Montoriol.
- 1945. Nit de Reis. Traducció de Josep Maria de Sagarra.
- 1986. Nit de Reis. Traducció de Salvador Oliva.
- 2010. Nit de Reis. Traducció de Joan Sellent.